# Artillerie sur voie ferrée

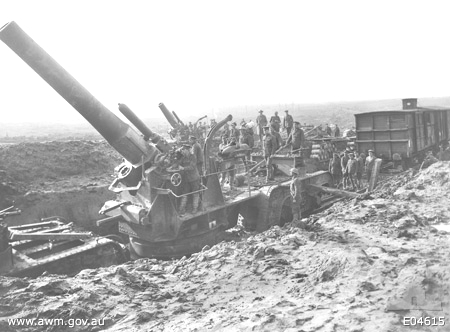
Un 12inches Railway Howitzer MkII en soutien des troupes australiennes dans le saillant d'Ypres en octobre 1917.

Pour les articles homonymes, voir AVF.
L'artillerie sur voie ferrée (AVF) a été créée afin d'utiliser des canons de gros calibre à une époque où les solutions sur route ne permettent pas de transporter des masses importantes. Les trains sont aussi parfois munis de canons de petit et moyen calibre pour le soutien rapproché ou la défense du convoi, et se blindent (train blindé). Avec le développement de l'aviation et notamment le harcèlement des chasseurs-bombardiers de la Seconde Guerre mondiale, les trains se voient équipés de moyen de lutte antiaérienne (wagons portant mitrailleuses et canons antiaériens).

## Artillerie lourde
L'artillerie lourde sur voie ferrée a été créée afin d'utiliser des canons permettant de tirer des calibres importants. L'artillerie lourde sur voie ferrée a majoritairement été employée durant les deux guerres mondiales.

## Train blindé
Le train blindé recouvre différentes utilisations du chemin de fer en temps de guerre. Le chemin de fer est classiquement utilisé à partir des années 1850 par la logistique, afin d'accélérer les transports de troupe et de ravitaillement.